# Казе Цингари (Беневенто)
Казе Цингари је насеље у Италији у округу Беневенто, региону Кампанија.
Према процени из 2011. у насељу је живело 21 становника. Насеље се налази на надморској висини од 510 м.